# الجريض (وشحة)

تعديل مصدري - تعديل

الجريض هي إحدى قرى عزلة ضاعن بمديرية وشحة التابعة لمحافظة حجة، بلغ تعداد سكانها 557 نسمة حسب تعداد اليمن لعام 2004.